# کائمپفریترین

ساختار شیمیایی کائمپفریترین

کائمپفریترین (به انگلیسی: Kaempferitrin) با فرمول شیمیایی C27H30O14 یک ترکیب شیمیایی است. که جرم مولی آن ۵۷۸٫۵۲ گرم بر مول می‌باشد.